# Stanley Bach Mortensen
Stanley Bach Mortensen (født 30. september 1952 i Viborg) er formand for 3Fs Viborg afdeling, samt LO i Viborg Kommune. Bach Mortensen er kendt som en ivrig debattør, især om ufaglærte ansattes forhold og arbejdsbetingelser, men også trafikpolitik.
Han har været med til at afsløre store svagheder ved RUT-registret, da han selv registrerede en fiktivt polsk virksomhed. Det endte med at minister Mette Frederiksen kom i samråd om sagen. Bach Mortensen fik efterfølgende en "næse" af ministeren.
Bach Mortensen sidder blandt andet i bestyrelsen for Asmildkloster Landbrugsskole, og er medlem af 3Fs hovedbestyrelse. 
I 1972 dimitterede han som student fra Viborg Katedralskole, hvor han blandt andet gik i klasse med Anders Fogh Rasmussen.